# Johan Wester

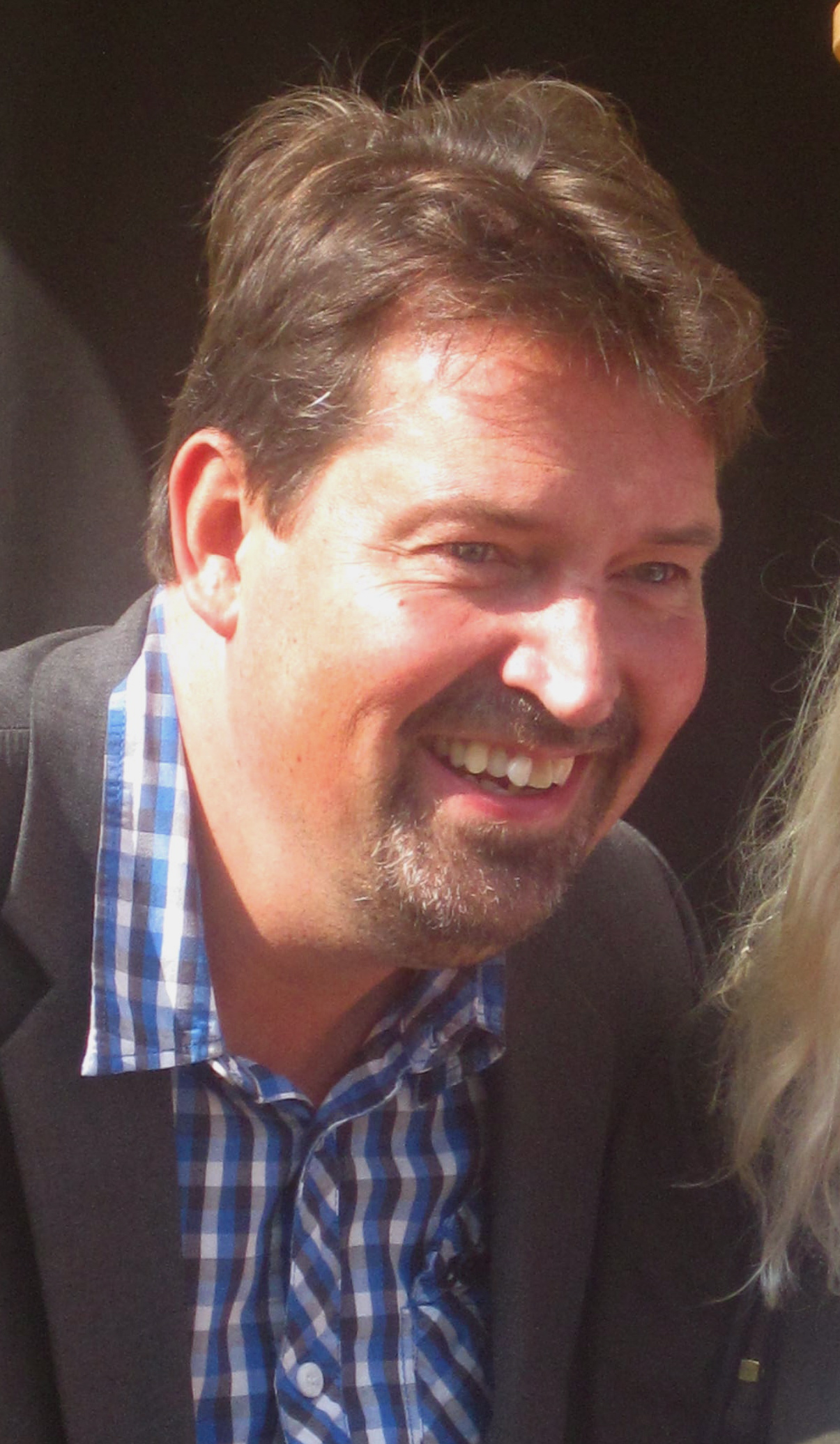
Johan Wester 2013 während des Lunds humorfestival

Johan Anders Hugo Wester (* 19. Dezember 1967 in Lund) ist ein schwedischer Komiker. Zusammen mit Anders Jansson ist er der Schöpfer der Sketchshow HippHipp!.

## Leben
Wester spielte von 1992 bis 1993 in der Fernsehsendung Dominans mit. 2006 nahm er zusammen mit Anne Lundberg an der Quizshow På spåret teil und erreichte den zweiten Platz. In den folgenden Jahren gewann Wester die Quizshow zweimal: 2007 mit Anne Lundberg und 2008 mit Lisa Syrén.
2012 wurde Wester Moderator der Fernsehsendung Intressekluben.
Wester ist verheiratet und hat zwei Söhne.